# Cantharis pellucida
Cantharis pellucida is een keversoort uit de familie van de soldaatjes (Cantharidae). De soort komt voor in Europa. In Nederland komt hij voor in de maanden mei tot en met juli.

## Kenmerken
De kevers zijn 9 tot 13,5 millimeter lang. De achterkant van het hoofd en de dekschilden zijn grijszwart van kleur. Het pronotum is roodachtig geel. Het voorhoofd en de poten zijn ook rood-geel gekleurd, de tibia en tarsi van de voorpoten zijn meestal ook rood-geel gekleurd. Het middelste scheenbeen en de middelste tarsi, evenals het achterste scheenbeen en de achterste tarsi zijn meestal donker gekleurd. In zeldzame gevallen zijn de achterpoten (femor) donker van kleur. De antennes zijn aan de basis rood-geel gekleurd, anders zwart.

## Verspreiding
Cantharis pellucida is wijdverbreid in Europa. De soort komt veel voor in Midden-Europa.

## Habitat
De kevers zijn te vinden aan de randen van bossen en in weilanden. De kevers zijn vaak te vinden op schermbloemen en meidoorns. Ze vliegen van begin mei tot juli. Kevers en larven jagen op kleine insecten en larven, maar ook op dode insecten. De kevers nemen ook plantennectar op.